# Vallons-de-l’Erdre
Vallons-de-l’Erdre község Franciaország Loire mente régiójában, Loire-Atlantique megyében. Új községként 2018. január 1-jén jött létre Bonnœuvre, Freigné, Maumusson, Saint-Mars-la-Jaille, Saint-Sulpice-des-Landes és Vritz község egyesítésével. a korábbi Freigné 2017 végéig Maine-et-Loire megyéhez tartozott. A hat korábbi község egyesülésekor az új község lélekszáma 7778 fő lett. Lakosainak száma 6625 fő (2022. január 1.).

## Népesség
| Lakosok száma | 6556 | 6549 | 6480 | 6485 | 6559 | 6625 |
|               | 2017 | 2018 | 2019 | 2020 | 2021 | 2022 |